# Kagou huppé
Rhynochetos jubatus
 (janvier 2010).
Si vous disposez d'ouvrages ou d'articles de référence ou si vous connaissez des sites web de qualité traitant du thème abordé ici, merci de compléter l'article en donnant les références utiles à sa vérifiabilité et en les liant à la section « Notes et références ».
Famille
Genre
Espèce
Statut de conservation UICN

 EN B1ab(iii,iv) : En danger
 2016 
Statut CITES
Le Cagou huppé, ou simplement Cagou (Rhynochetos jubatus), est une espèce d'oiseaux échassiers endémique de Nouvelle-Calédonie. Long d'environ 55 cm, grisâtre, il est incapable de voler. C'est le seul représentant de la famille des Rhynochetidae et du genre Rhynochetos.
En 2024, sa population est estimée à 2 000 individus.

## Description
Il possède un plumage gris-bleu rayé de noir sur les ailes, un bec et des pattes rouges, et une crête érectile sur la tête, peu visible quand il est au repos. Il mesure environ 55 cm. Son poids varie considérablement selon la saison et les individus, entre 0,7 et 1,1 kg. Contrairement aux ratites, qui ont des ailes réduites, les siennes sont de taille normale, avec une envergure d'environ 77,5 cm, mais leur musculature est insuffisante pour lui permettre de voler.

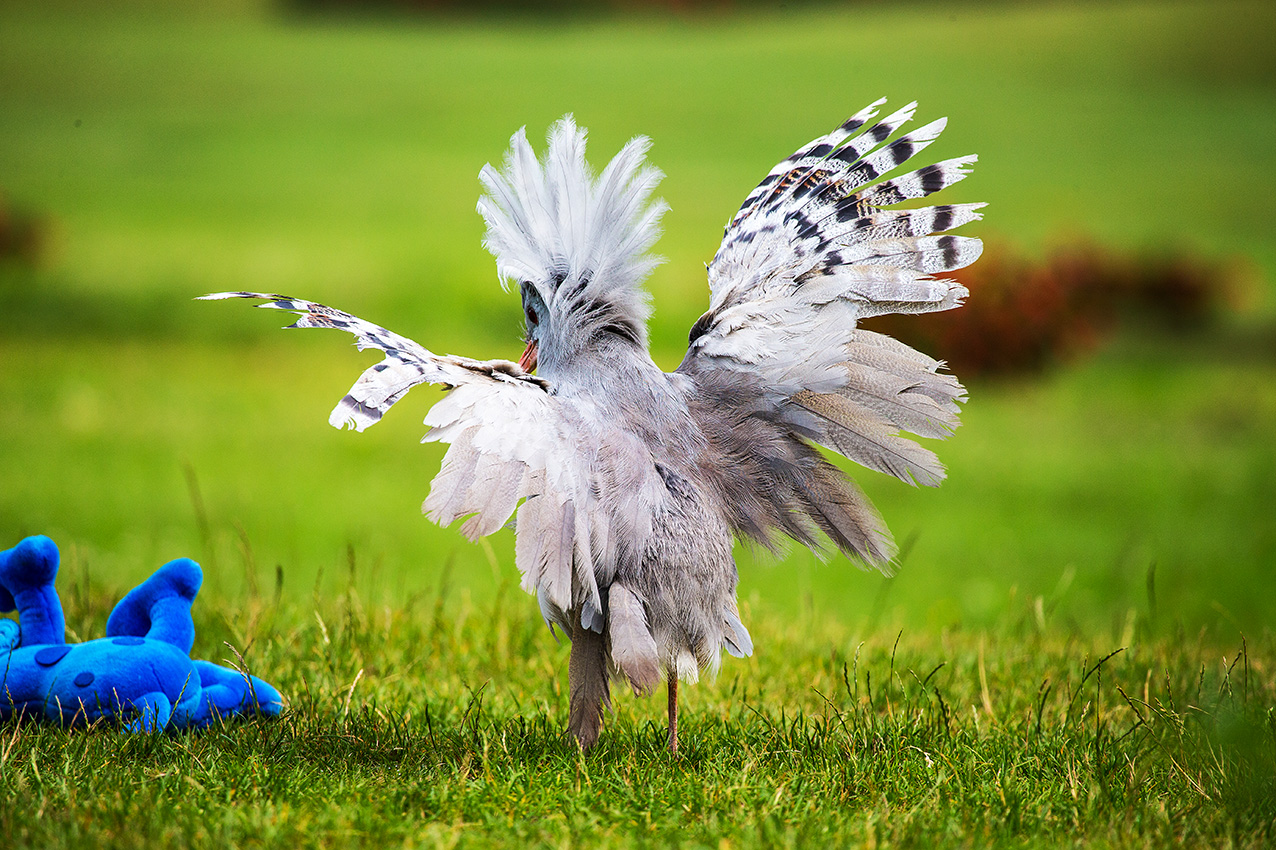
Un Cagou huppé en posture d'intimidation. Noter les barres noires sur les ailes et la huppe hérissée.
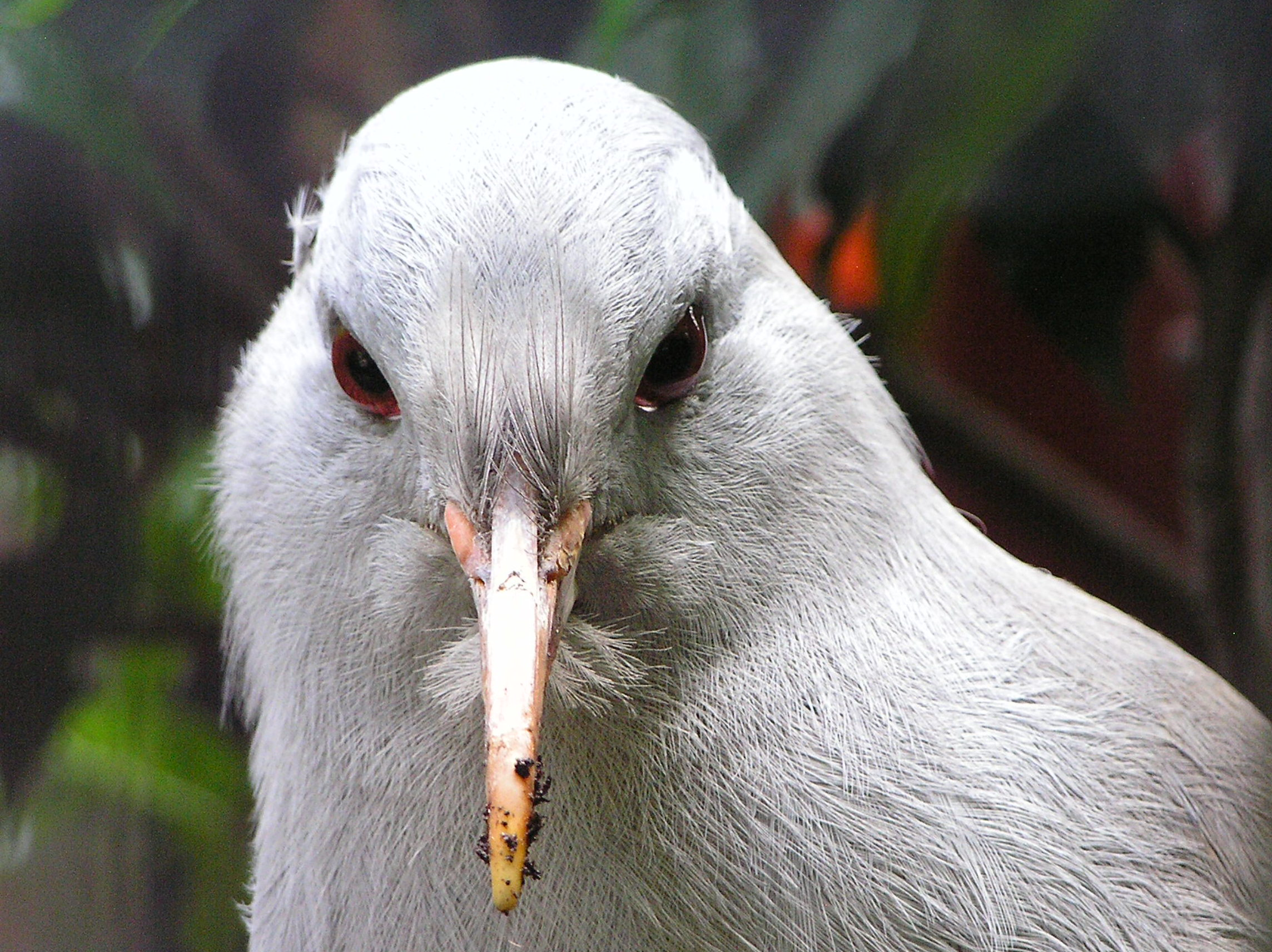
Tête d'un jeune cagou montrant les yeux et les étuis nasaux.
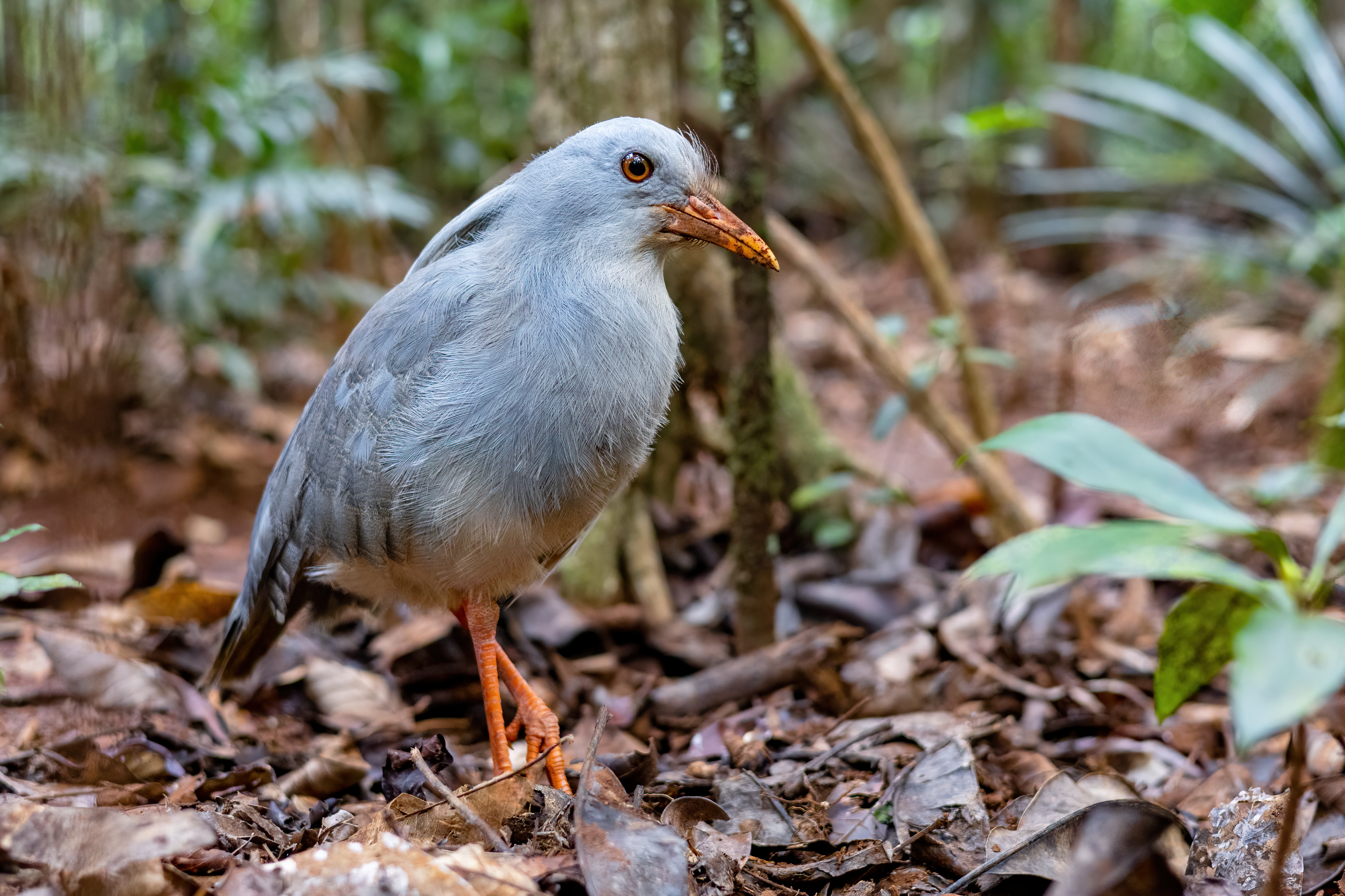
Un Cagou huppé en Nouvelle Calédonie. Septembre 2022.

Ses yeux sont grands, placés assez à l'avant de la tête pour lui donner une bonne vision binoculaire, utile pour repérer ses proies dans la pénombre de la forêt. Ses narines sont couvertes par des « étuis nasaux », une structure unique parmi les oiseaux, qui a peut-être pour fonction de les protéger pendant qu'il fouille le sol.
Sa composition sanguine est également unique, avec seulement le tiers des globules rouges d'un oiseau normal, chacun comportant trois fois plus d'hémoglobine.
Autre fait singulier (partagé néanmoins avec quelques autres familles) : il possède un duvet poudreux, c'est-à-dire des plumes qui se désintègrent en poussant et prennent la consistance d'une poudre . Cette poudre sert à imperméabiliser le plumage, le protégeant ainsi de la pluie, fréquente sous le climat tropical de la Nouvelle-Calédonie.

## Comportement

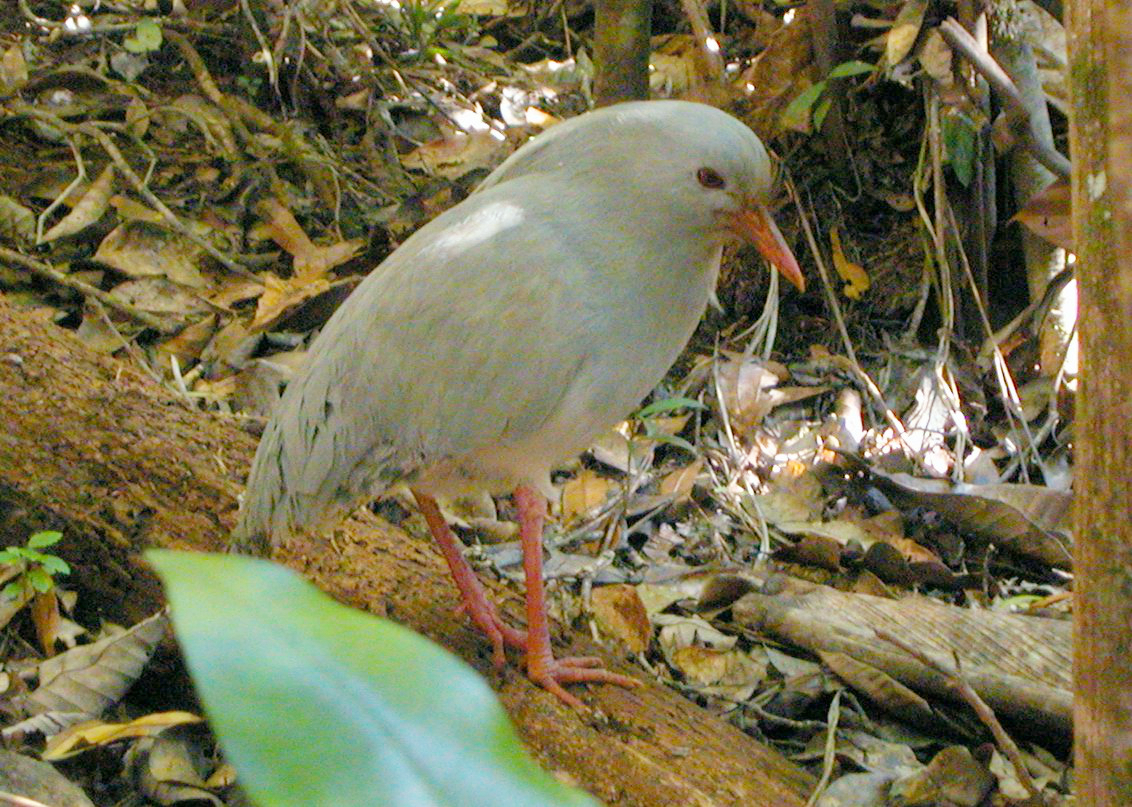
Un cagou dans son milieu naturel, au parc de la Rivière Bleue.

Inapte au vol, en raison d'une musculature de ses ailes insuffisante, le Cagou vit entièrement au sol, que ce soit pour la chasse ou pour la reproduction. Cette caractéristique évolutive est devenue une faiblesse importante avec la colonisation de la Nouvelle Calédonie par les hommes et ses commensaux, tels que les chiens, les chats, les cochons, et les rats, qui sont tous ses prédateurs.
En 2011, sa population était estimée à 1 500 individus, dont 700 au parc de la Rivière Bleue, à Yaté. Le cagou est donc une espèce extrêmement menacée.
Sans être un oiseau grégaire, le Cagou vit en société familiale généralement composée d'une femelle, d'un à trois mâles reproducteurs, apparentés entre eux, et de leurs jeunes de différentes couvées.
Lorsqu'ils vivent en couple, celui-ci est établi pour la vie et vit sur un territoire variant de 5 à 30 hectares.
Limicoles, les cagous mangent aussi lézards et escargots.
Lorsqu'il se sent menacé, il court rapidement et se cache. Il peut également ouvrir ses ailes en éventail et dresser sa huppe sur sa tête s'il ne peut pas fuir ou s'il a un poussin avec lui.
Les Cagous poussent un cri matin et soir. Ce cri ressemble à un aboiement de chien disant « kagu ». C'est ce qui lui a valu ce nom-là par les autochtones.
Chaque matin, le couple chante afin de signaler sa présence. Le chant du mâle se compose de douze syllabes alors que celui de la femelle est plus court, environ sept syllabes. Il passe le reste de la journée en quête de nourriture. Il est principalement carnivore et se nourrit principalement d'insectes, de larves et d'escargots. Il possède une excellente vision. Il reste immobile, dressé sur une patte à l'affût du moindre bruit. Il est doté d'une rapidité impressionnante pour capturer ses proies. Il utilise parfois son bec pour fouiller des  couches de feuilles mortes afin de trouver de la nourriture. Lorsque la nuit tombe, il s'installe dans un abri naturel.

## Habitat
Son biotope est constitué de forêts denses et humides mais aussi de zones broussailleuses, toutes situées entre 100 et 1 400 mètres d'altitude, sous réserve qu'elles aient une litière apte à héberger ses proies.

## Répartition
Endémique de la Nouvelle-Calédonie, le Cagou ne vit que sur Grande-Terre en population fragmentée.

## Reproduction

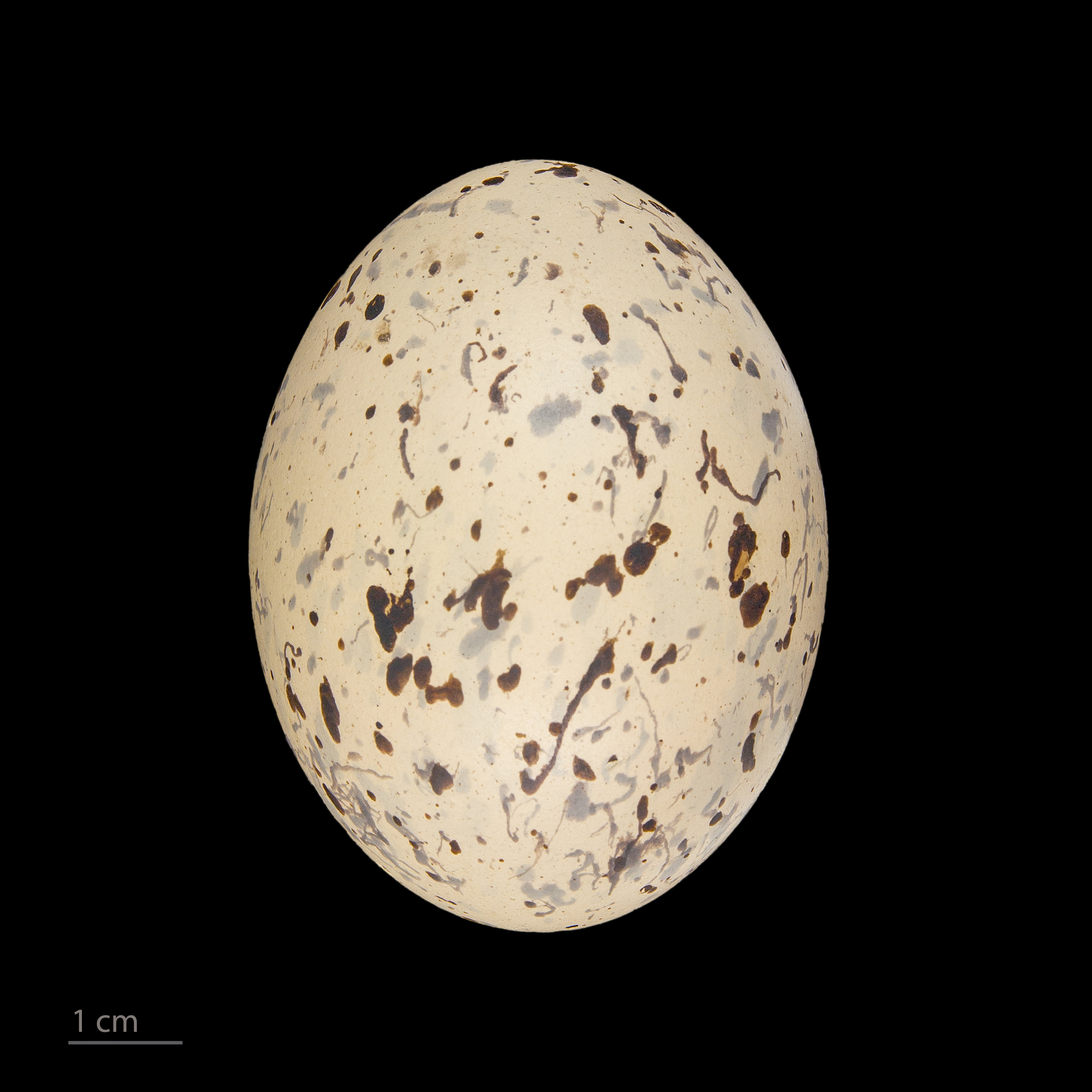
Œuf de Rhynochetos jubatus - Muséum de Toulouse.

Il n'y a pas de dimorphisme sexuel chez le Kagou. Seuls leurs chants ou une analyse génétique permettent de déterminer mâles et femelles.
La maturité sexuelle du kagou est encore floue, elle est généralement atteinte à l'âge de deux ans.
Le cycle de reproduction débute en juin, pendant la saison fraiche. Il commence généralement par une parade nuptiale: le mâle et la femelle sont face à face, ailes ouvertes, huppes dressées et tournent l'un autour de l'autre. Répétée plusieurs fois, cette danse peut être suivie d'accouplements successifs. Environ trois semaines après, le couple cherche un endroit paisible pour accueillir la progéniture.
Le nid est construit à même le sol, constitué de branches sèches et de feuilles mortes, il mesure environ 35 cm de diamètre. La femelle ne pond qu'un seul œuf par an. Il est marron crème tacheté de rouge brun. Cet œuf mesure 60 mm de long et pèse 52 g. L'incubation dure environ 35 jours, le mâle et la femelle se relaient chaque jour, vers midi. Il se peut qu'un deuxième mâle aide a l'incubation.
À la naissance, le poussin est couvert d'un léger duvet de couleur brun jaune qui rappelle le sol. Cela lui permet de mieux se camoufler. Au bout d'une semaine le poussin commence à s'aventurer à une centaine de mètres du nid. Depuis la naissance et jusqu'à la 15e semaine, le jeune poussin sera nourri par ses parents. Ils tiennent la proie (vers de terre et insectes essentiellement) dans leur bec pour que le jeune l'ingurgite. À partir de la quinzième semaine il est apte à se nourrir seul.
Son plumage ne cesse d'évoluer depuis sa naissance. Ce n'est que vers deux ans que son plumage roux de jeune Kagou cède sa place au gris bleuté de l'adulte. À partir de là, le jeune Kagou peut quitter le territoire de ses parents pour former à son tour un couple sur un nouveau territoire. Des situations dans lesquelles les jeunes restent avec leurs parents, parfois jusqu'à l'âge de dix ans, participant à l'élevage de leurs jeunes frères ou sœurs ont cependant été observées.

## Protection et réintroduction
Le cagou est entièrement protégé. Il ne peut en aucun cas être commercialisé. Sa capture et sa détention sont strictement interdites. Il voit déjà son territoire empiété par les activités humaines, en effet les pistes de terre et les plates-formes peuvent constituer une barrière infranchissable pour le cagou, il se retrouve donc isolé et réduit à un seul territoire. Ils sont très vulnérables et c'est le parc provincial de la Rivière Bleue dans le sud de la Nouvelle-Calédonie a mis en place un programme de mise en réserve et de gestion du territoire avec une élimination des prédateurs dans les zones les plus propices à sa conservation.
La création du sanctuaire de Farino a permis à l'espèce de s'y développer jusqu'à atteindre 1 200 individus (au maximum de sa capacité).

## Espèces apparentées
Le Cagou, de par sa rareté, son caractère endémique, son anatomie très particulière, déconcerte les scientifiques car il semble unique. Il est donc très difficile de déterminer qui sont ses proches parents. On envisage la possibilité qu'il puisse être apparenté au Caurale Soleil (Eurypyga hélias)  mais les deux espèces présentent si peu de similitudes externes entre elles qu'il est impossible de déterminer un éventuel lien de parenté rien qu'à l'observation.
La découverte d'ossements plus grands ont amené des scientifiques à penser qu'il y aurait eu une autre espèce de cagou, plus de 40% que celle existant actuellement. Une autre théorie suppose que les Cagous actuels seraient une forme rapidement nanifiée après l'arrivée des hommes sur l'île, les plus grands oiseaux vivants ayant été chassés tandis que les plus petits se montraient plus adaptés aux terroirs les moins favorables.

## Animal emblématique en Nouvelle-Calédonie
Le cagou, de par son caractère endémique, a progressivement été utilisé par les populations ou collectivités locales comme emblème.

### Philatélie
Depuis 1903, il apparaît régulièrement sur les timbres-poste de Nouvelle-Calédonie et est l'emblème de l'Office des Postes et des Télécommunications.

### Numismatique
Le cagou est représenté les ailes déployées sur les pièces de monnaie de 1, 2 et 5 francs Pacifique (XPF) émises pour la Nouvelle-Calédonie. Il est également présent sur la face néo-calédonienne du billet de 1 000 francs (aussi bien dans la série de 2001 que dans celle de 2014).

### Héraldique communale

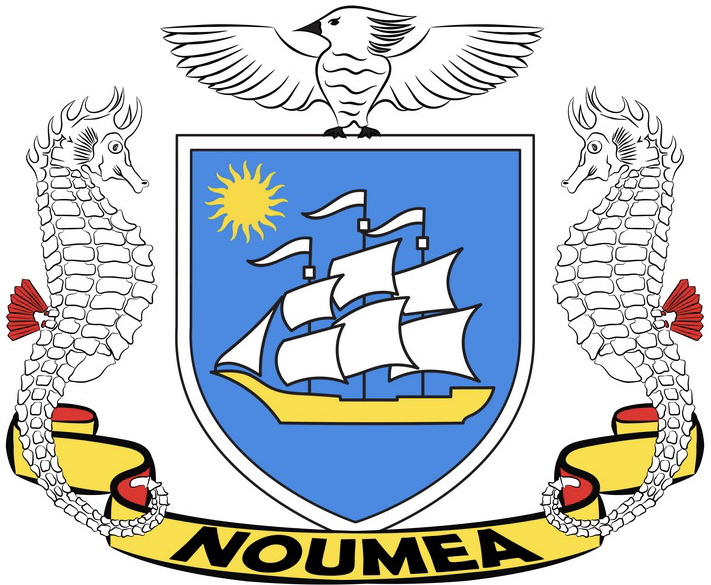
Armoiries de la ville de Nouméa

Le cagou apparaît sur plusieurs armoiries de communes, notamment en chef sur ceux de Nouméa, Farino ou Ponérihouen.

### Sport
L'animal est représenté sur le drapeau du Comité territorial olympique et sportif de Nouvelle-Calédonie (CTOS) et sur les logos de la Fédération calédonienne de football ou de la Ligue de rugby, par exemple. Le surnom de « cagous » est donné aux équipes de Nouvelle-Calédonie, que ce soit les délégations multisports représentant l'archipel aux Jeux du Pacifique ou aux sélections de football, de rugby à XV ou à XIII, de basket-ball, par exemple.

### Audiovisuel
Wouk est un cagou animé en image de synthèse, créé par la société nouméenne Banana studio pour le programme court « D'après vous » de Nouvelle-Calédonie 1re, chaîne de télévision locale. Constitué de courtes saynètes humoristiques mettant en scène ce personnage tentant désespérément de voler (sur le modèle des gags des Looney Tunes) donnant lieu à la fin à une question à choix multiples sur la Nouvelle-Calédonie, sa culture, sa géographie, son histoire, sa faune ou sa flore.
Wouk a également été mis en scène dans un clip de la compagnie aérienne Aircalin, diffusé en cabine, indiquant des mesures de sécurité à respecter à l'arrivée sur le territoire.